# Capitale de l'Italie
 (mars 2017).
Si vous disposez d'ouvrages ou d'articles de référence ou si vous connaissez des sites web de qualité traitant du thème abordé ici, merci de compléter l'article en donnant les références utiles à sa vérifiabilité et en les liant à la section « Notes et références ».
La capitale de l'Italie est actuellement Rome. Cependant, cela n'a pas toujours été le cas et, au cours de l'Histoire, plusieurs villes ont été la capitale de l'Italie.

## Résumé
| Période     | Ville                                                                      | Commentaire                                                                                    |
| ----------- | -------------------------------------------------------------------------- | ---------------------------------------------------------------------------------------------- |
| Avant 1861  | N. A.                                                                      | Nombreux États.                                                                                |
| 1860        | Salemi                                                                     | Salemi, en Sicile, fut la première capitale de l'Italie, ayant ce statut pendant une journée.  |
| 1861-1865   | Turin                                                                      | Unification de l'Italie comme royaume d'Italie.                                                |
| 1865-1871   | Florence                                                                   |                                                                                                |
| 1871-1943   | Rome                                                                       |                                                                                                |
| 1943-1945   | Rome de jure Salerne de facto Salò de facto (République sociale italienne) |                                                                                                |
| Depuis 1943 | Rome                                                                       | Capitale du royaume d'Italie, qui a alors rejoint les Alliés, puis de la République italienne. |

## Chronologie détaillée

### Avant l'unification (avant 1861)
Avant le Risorgimento l'Italie était divisée en plusieurs États. Chacun disposait de sa propre capitale.

### Le royaume d'Italie (1861-1946)
La capitale du royaume d'Italie fut d'abord Turin lorsque l'Italie est unifiée en 1861, puis c'est la ville de Florence en 1865 qui se voit attribuer ce rôle, l'Italie étant unifiée en tant qu'État, à l'exception du Latium toujours contrôlé par le pape. Rome ne devint la capitale définitive du royaume qu'en 1871 après la conquête du Latium et que le pape ne se soit réfugié au sein du Vatican. Le choix de Rome s'est fait du fait de sa position centrale au sein du nouvel État, et par le rôle historique et culturel de la Ville éternelle au sein de la péninsule, notamment à l'époque de l'Italie romaine.

### La République sociale italienne (1943-1945)
De jure la capitale était toujours Rome mais plusieurs ministères importants étaient situés dans la ville de Salò qui donne son nom informel au régime : la république de Salò.

### La République italienne (depuis 1946)
Rome est la capitale de la République italienne.